# Phare Mavro Oros
Le phare Aktio, également appelé phare Murto est situé sur l'île Syvota, au nord ouest de la Grèce. Le phare est achevé en 1884.

## Caractéristiques
Le phare est une tour octogonale, de pierres, accolée à la maison du gardien. Il s'élève à 87 m au-dessus des eaux de la mer Ionienne.

## Codes internationaux
- ARLHS[2] : GRE-118
- NGA : 14476
- Admiralty[3] : E 3786

## Source
(en) [PDF] List of lights radio aids and fog signals - 2011 - The west coasts of Europe and Africa, the mediterranean sea, black sea an Azovskoye more (sea of Azov) (la liste des phares de l'Europe, selon la National Geospatial - Intelligence Agency)- Version 2011 - National Geospatial - Intelligence Agency - p. 251